# Peliococcus tritubulatus
Peliococcus tritubulatus är en insektsart som först beskrevs av Kiritshenko 1940.  Peliococcus tritubulatus ingår i släktet Peliococcus och familjen ullsköldlöss. Inga underarter finns listade i Catalogue of Life.